# 1899年のメジャーリーグベースボール
以下は、メジャーリーグベースボール（MLB）における1899年のできごとを記す。
ナショナルリーグはブルックリン・スーパーバス（後のドジャース）が1890年以来9年ぶり2度目の優勝をした。
1898年のメジャーリーグベースボール - 1899年のメジャーリーグベースボール - 1900年のメジャーリーグベースボール

## できごと
1899年はブルックリン・スーパーバスが優勝したが、前年は12チームで10位の成績（球団名ブルックリン・ブライドグルームス）であった。急に有力チームになったのは、前年にボルチモア・オリオールズ（1882-1899年）のオーナーハリー・フォン・デル・ホーストが、ブルックリンの経営に参画してオリオールズと球団経営を掛け持ちし、ネッド・ハンロン監督や、ジョー・ケリー、ウィリー・キーラー、ジェイ・ヒューズといったオリオールズの主力選手たちを、ごっそりブルックリンに移したためにブルックリン・スーパーバス（この年から1910年までこの名称であった）は優勝できた。ジョン・マグローはボルチモア・オリオールズに残った。
- フィラデルフィア・フィリーズのエド・デラハンティは、3度目の4割となる打率.410で首位打者となった。また打点137と安打238本、二塁打55本もいずれもリーグ最多であった。この4割を3回達成したのはタイ・カッブとロジャース・ホーンスビーに並ぶメジャーリーグ記録である。シーズン200安打を4回達成し生涯打率.346（.342とする資料もある）、首位打者2回、最多打点3回、最多本塁打2回の記録を残した。1903年7月2日にナイアガラの滝で転落して謎の死を遂げている。

### ブルックリン球団の名称の変遷
ブルックリン球団は、アトランティックスの名称で1884年にアメリカン・アソシェーションに加盟し、1990年にナショナルリーグに移りすぐに優勝したがこの時の名称はブライドグルームスであった。この球団ほど20世紀半ばまでに名称を頻繁に変えた球団は他に無い。
- ブルックリン・アトランティックス (1884年)
- ブルックリン・グレイス (1885年 - 1887年)
- ブルックリン・ブライドグルームス (1888年 - 1890年)
- ブルックリン・グルームス (1891年 - 1895年)
- ブルックリン・ブライドグルームス (1896年 - 1898年)
- ブルックリン・スーパーバス (1899年 - 1910年)
- ブルックリン・トロリードジャース (1911年 - 1912年)
- ブルックリン・スーパーバス (1913年)
- ブルックリン・ロビンス (1914年 - 1931年)
- ブルックリン・ドジャース (1932年 - 1957年)
- ロサンゼルス・ドジャース (1958年 - )

1932年にドジャースと名称を変えてブルックリン・ドジャースとなってからは、第二次大戦後にジャイアンツに代わって急速に有力球団となり、ヤンキースとたびたびワールドシリーズで争うほどの人気チームになって、やがてフランチャイズをロサンゼルスに移してからも名称はドジャースのまま80年以上続けている。

## ナショナルリーグの球団数縮小
この年限りでボルチモア・オリオールズ（1882-1899年）、ワシントン・セネタース (1891-1899年)、クリーブランド・スパイダーズ（1887-1899年）が解散し、ルイビル・カーネルズ（1882-1899年）はピッツバーグ・パイレーツに合併されて、翌1900年から8球団体制に8年ぶりに戻った。

## 最終成績

### ナショナルリーグ
| 順 | チーム                       | 勝利 | 敗戦 | 勝率 | G差  |
| -- | ---------------------------- | ---- | ---- | ---- | ---- |
| 1  | ブルックリン・スーパーバス   | 101  | 47   | .682 | --   |
| 2  | ボストン・ビーンイーターズ   | 95   | 57   | .625 | 8.0  |
| 3  | フィラデルフィア・フィリーズ | 94   | 58   | .618 | 9.0  |
| 4  | ボルチモア・オリオールズ     | 86   | 62   | .581 | 15.0 |
| 5  | セントルイス・パーフェクトス | 84   | 67   | .556 | 18.5 |
| 6  | シンシナティ・レッズ         | 83   | 67   | .553 | 19.0 |
| 7  | ピッツバーグ・パイレーツ     | 76   | 73   | .510 | 25.5 |
| 8  | シカゴ・オーファンス         | 75   | 73   | .507 | 26.0 |
| 9  | ルイビル・カーネルズ         | 75   | 77   | .493 | 28.0 |
| 10 | ニューヨーク・ジャイアンツ   | 60   | 90   | .400 | 42.0 |
| 11 | ワシントン・セネタース       | 54   | 98   | .355 | 49.0 |
| 12 | クリーブランド・スパイダーズ | 20   | 134  | .130 | 84.0 |

## 個人タイトル

### ナショナルリーグ
| 項目   | 選手                       | 記録 |
| ------ | -------------------------- | ---- |
| 打率   | エド・デラハンティ (PHI)   | .410 |
| 本塁打 | バック・フリーマン (WHS)   | 25   |
| 打点   | エド・デラハンティ (PHI)   | 137  |
| 得点   | ウィリー・キーラー (BRO)   | 140  |
| 得点   | ジョン・マグロー (BLN)     | 140  |
| 安打   | エド・デラハンティ (PHI)   | 238  |
| 盗塁   | ジミー・シェッカード (BLN) | 77   |

| 項目   | 選手                       | 記録 |
| ------ | -------------------------- | ---- |
| 勝利   | ジェイ・ヒューズ (BRO)     | 28   |
| 勝利   | ジョー・マクギニティ (BLN) | 28   |
| 防御率 | ビック・ウィリス (BSN)     | 2.50 |
| 奪三振 | ヌードルズ・ハーン (CIN)   | 145  |
| 投球回 | サム・リーバー (PIT)       | 379  |
| セーブ | サム・リーバー (PIT)       | 3    |

## 参考
- 順位表